# Декс Шепард
Декс Ре́ндалл Ше́пард (англ. Dax Randall Shepard; нар. 2 січня 1975, Мілфорд, Мічиган, США) — американський актор, відомий по фільмах «Побачення моєї мрії», «Троє в каное», «Пішли в тюрму» і «Хапай та тікай», а також по ролі в серіалі «Батьківство».

## Біографія
Шепард народився в Мілфорд-Тауншипі, штат Мічиган, у передмісті Детройта. Він син Лаури Лабо, яка працювала в General Motors (GM), та Дейва (Девіда Роберта) Шепарда старшого, який був продавцем автомобілів. Його батьки розлучилися, коли хлопцеві було 3 роки.
Мати Шепарда працювала на автосалонах з виїздами на перегонові траси. Починала вона двірником в опівнічну зміну в GM, потім працювала в управлінні автопарками на полігоні GM у Мілфорді, штат Мічиган, потім проводила дні гостинності для всіх членів сім'ї GM, врешті-решт перейшла до зв'язків з громадськістю в рекламному агентстві. Пізніше вона повернулася до GM, ставши власницею чотирьох магазинів, які організовували рекламні заходи для журналістів журналів. З 14 до 18 років Шепард працював у матері. Приблизно два роки Шепард мав вітчима, який був інженером на заводі по виробництву Chevrolet Corvette. Мати Шепарда одружувалася чотири рази: Шепард казав, що у нього є три вітчими.
За словами Шепарда, його мати назвала його на честь багатого плейбоя Декса (Діоген Алехандро Ксенос) з роману Гарольда Роббінса  «Авантюристи». У нього є старший брат Девід Шепард, який живе в Орегоні, і молодша зведена сестра Карлі Гаттер, яку він зняв у двох фільмах: «Хапай та тікай» 2012 року та «Каліфорнійський дорожній патруль» 2017 року.
Шепард вважає, що його виховували в Мілфорді, хоча він жив у багатьох місцях передмістя Детройта, виріс переважно в Воллд-Лейк, штат Мічиган. Він закінчив Центральну середню школу Воллд-Лейк у 1993 р. перед вступом до школи The Groundlings. Після навчання в коледжі в місті Санта-Моніка та коледжі Західного Лос-Анджелеса Шепард перейшов в Каліфорнійський університет в Лос-Анджелесі, де закінчив магістратуру зі степенем доктора наук в антропології. Він мав угоду з матір'ю, яка полягала у наступному: якщо він піде в коледж, вона заплатить йому орендну плату.

## Кар'єра
В 2006 році Шепард зіграв роль антагоніста головного героя, Дейна Кука, в комедії з участю Джессіки Сімпсон «Побачення моєї мрії». В цей же час він дістав зразу декілька ролей в кіно, в тому числі свої перші главні ролі в фильмах «Пішли в тюрму» і «Ой, матінко». Шепард брав участь в розробці проекту для Paramount Pictures «Get'em Wet». Актор зіграв Кросбі Бравермана в телепроєкті каналу NBC «Батьківство».
Шепард написав сценарій, продюсував, режисував і знявся в низькобюджетному фільмі 2012 року «Хапай та тікай» разом із Крістен Белл та його близьким другом Бредлі Купером. За його словами, фільм, що включає численні переслідування автомобілів та сцени швидкого водіння, дозволив йому пережити свої фантазії щодо фільму «Смокі і Бандит».
Шепард мав роль другого плану у фільмі 2014 року «Суддя», в якому знялися Роберт Дауні-молодший, Роберт Дюваль і Віра Фарміга.
У вересні 2014 року Дакс зі своєю дружиною Крістен Белл знялися у рекламному ролику Samsung Galaxy Tab S. Це було настільки успішно (з понад 20 мільйонами переглядів на YouTube), що вони зробили ще один рекламний ролик на сезон відпусток. За обома стояла рекламна агенція McKinney.
Шепард написав і поставив повнометражний фільм під назвою «Каліфорнійський дорожній патруль», заснований на однойменній американській кримінальній драмі 1977—1983 років, де він знявся в ролі офіцера Джона Бейкера разом із Майклом Пеньєю у ролі Френка «Понча» Пончерелло. Фільм, що випускав Warner Bros з 24 березня 2017 року, отримав негативні відгуки.
14 лютого 2018 року Шепард запустив подкаст Armchair Expert із привітною Монікою Падман. Шоу досліджує історії їх відомих гостей. Серед представлених гостей шоу — Крістен Белл, Ештон Катчер, Вілл Ферелл та Джулія Луї-Дрейфус. 7 червня 2018 року вийщов перший епізод «Експерти на експерта», в якому Шепард та Падмен опитують експертів у своїх галузях. Серед відомих експертів шоу були психолог Венді Могель, комік і автор Девід Седаріс та спічрайтер Джон Фавро. Подкаст був найпопулярнішим на iTunes у 2018 році. 3 грудня 2019 року стало відомо, що Шепард стане ведучим відродженого телесеріалу «Top Gear America», який дебютував на «Motor Trend» навесні 2021 року.

## Особисте життя
Шепард обожнює гонки на мотоциклах в Buttonwillow Raceway, в його гаражі присутні такі моделі, як Ducati Hypermotard 1100S і Suzuki GSX-R1000.
З 17 жовтня 2013 року одружений з акторкою Крістен Белл. Пара оголосила про заручини ще в січні 2010 року; однак вони вирішили відкласти шлюб, поки штат Каліфорнія не прийме законодавство, яке легалізує одностатеві шлюби. Після того, як 26 травня 2013 року Верховний суд визнав неконституційним розділ 3 Закону про захист шлюбу, Белл через Twitter запропонувала Шепарду одружитися з нею, він погодився. Вони одружилися в канцелярії округу Беверлі-Хіллз. У пари є дві доньки — Лінкольн Белл Шепард (нар.28.03.2013) і Дельта Белл Шепард (нар.19.12.2014).

## Фільмографія
| Рік  |   | Українська назва                 | Оригінальна назва                 | Роль                                                      |
| ---- | - | -------------------------------- | --------------------------------- | --------------------------------------------------------- |
| 1998 | ф | Щось про Денні                   | Hairshirt                         | хлопець на вечірці (Декс Шепард)                          |
| 2003 | с | Підстава                         | Punk'd                            | Ashton Kutcher's minion                                   |
| 2003 | ф | Гуртом дешевше                   | Cheaper by the Dozen              | член знімальної групи                                     |
| 2004 | ф | Троє в каное                     | Without a Paddle                  | Том Маршалл                                               |
| 2005 | ф | Следж: Нерозказана історія       | Sledge: The Untold Story          | SFX координатор                                           |
| 2005 | ф | Затура: Космічна пригода         | Zathura                           | дорослий Волтер                                           |
| 2005 | с | Мене звати Ерл                   | My Name is Earl                   | Дірк                                                      |
| 2006 | ф | Побачення моєї мрії              | Employee of the Month             | Вінс Дауні                                                |
| 2006 | ф | Ідіократія                       | Idiocracy                         | Фріто                                                     |
| 2006 | ф | Пішли в тюрму                    | Let's Go to Prison                | Джон Лішицкі                                              |
| 2006 | с | Король гори                      | King of the Hill                  | Зак / Аса (голос)                                         |
| 2007 | ф | Месники                          | The Comebacks                     | Шериф                                                     |
| 2007 | ф | Трошки вагітна                   | Knocked Up                        |                                                           |
| 2008 | ф | Ой, матінко                      | Baby Mama                         | Карл                                                      |
| 2008 | ф | Мамусі                           | Smother                           | Ноа Купер                                                 |
| 2008 | ф | назва                            | Confessions of an Action Star     | Баккі                                                     |
| 2009 | с | Робоцип                          | Robot Chicken                     | Blitzen / Pickles / Ironhide / Human Torch (різні голоси) |
| 2009 | ф | Старі пси                        | Old Dogs                          | Gary (в титрах не вказаний)                               |
| 2010 | с | Батьківство                      | Parenthood                        | Кросбі                                                    |
| 2010 | ф | Одного разу в Римі               | When in Rome                      | Гейл                                                      |
| 2010 | ф | Братська справедливість          | Brother's Justice                 | в ролі самого себе                                        |
| 2010 | ф | Безкоштовний білет               | The Freebie                       | Даррен                                                    |
| 2011 | с | На одній хвилі                   | Good Vibes                        | Джаг Клунброуд                                            |
| 2012 | ф | Хапай та тікай                   | Hit and Run                       | Чарлі Бронсон                                             |
| 2014 | ф | Суддя                            | The Judge                         | Сі Пі Кеннеді                                             |
| 2014 | с | У Філадельфії завжди сонячно     | It's always sunny in Philadelphia | Джо-Джо                                                   |
| 2017 | ф | Каліфорнійський дорожній патруль | CHiPs                             | Джон Бейкер                                               |